# Telescópio Gigante de Magalhães

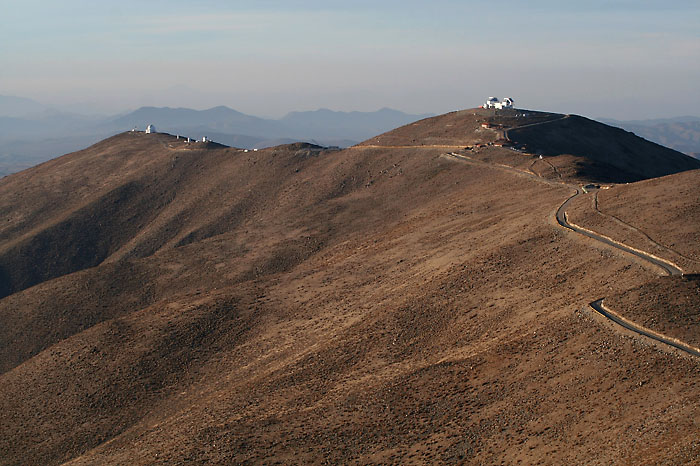
Observatório Las Campanas

O Telescópio Gigante de Magalhães (em inglês Giant Magellan Telescope, GMT) será um telescópio que usará sete dos maiores espelhos ópticos já feitos para formar um único telescópio de 25,4 metros de diâmetro, produzidos na Universidade do Arizona. O telescópio permitirá aos astrônomos pesquisar a formação das primeiras estrelas e galáxias, determinar a massa de buracos negros e descobrir e caracterizar planetas ao redor de outras estrelas. O telescópio gigante será localizado no observatório Las Campanas, nos Andes chilenos, e começará suas operações científicas na década de 2020.  Ele será o maior telescópio a ser construído nos dias atuais e fará imagens mais nítidas do que aquelas produzidas por outros telescópios localizados na superfície da Terra.

## Brasil
O conselho executivo da Fundação de Amparo à Pesquisa do Estado de São Paulo aprovou 40 milhões de dólares para a participação no projeto GMT. A fundação e o Ministério da Ciência, Tecnologia e Inovação do Brasil vão compartilhar esses custos e permitir que astrônomos de todo o país tenham acesso ao telescópio. Por sua vez, o consórcio internacional GMTO Corporation, responsável pela construção do telescópio, anunciou a captação de 205 milhões de dólares para acelerar seu desenvolvimento. Considerado um dos maiores investimentos da história do projeto, ele conta com a contribuição de vários membros do consórcio, tais como a Fundação de Amparo à Pesquisa do Estado de São Paulo, o Carnegie Institution for Science, a Universidade Harvard, a Universidade do Texas em Austin, a Universidade do Arizona, a Universidade de Chicago, e o Instituto de Astronomia e Astrofísica da Academia Sinica em Taipei. Ele ajudará a desvendar os mistérios cósmicos da matéria escura, investigar as origens dos elementos químicos e verificar, pela primeira vez, sinais de vida em planetas distantes.